# Al-Baghuz Fawqani
Al-Baghuz Fawqani (in arabo الباغوز فوقاني‎?, traslitterato anche Baghouz Fawqani), è una città della Siria, situata nel distretto di Abu Kamal, Deir ez-Zor. Secondo l'ufficio centrale di statistica della Siria (CBS), Al-Baghuz Fawqani aveva una popolazione di 10.649 nel censimento del 2004.

## Guerra civile siriana
Nel corso della guerra civile siriana, l'area di Baghuz (compresa la vicina città di Baghuz at-Tahtani) passò sotto il controllo dello stato islamico dell'Iraq e del Levante (ISIL). L'area fu inizialmente amministrata dal governo della Provincia dell'Eufrate dell'ISIL, ma successivamente la gestione passò all'amministrazione del "distretto di al-Barakah" fuggita a sud in seguito alle sconfitte militari.
Nella fase finale dei lunghi combattimenti avvenuti nella Siria orientale, la città fu sottratta all'ISIL dalle Forze Democratiche Siriane (SDF) il 23 gennaio 2019. I combattenti dell'ISIL presenti nell'area si spostarono di conseguenza nel villaggio di Al-Marashidah, ritrovandosi quindi intrappolati tra il fiume Eufrate a sud e gli assedianti a nord. Il giorno successivo, l'ISIL lanciò una serie di attacchi suicidi nel disperato tentativo di rompere l'assedio, riuscendo a riconquistare una porzione della parte occidentale della città. La periferia della città fu di conseguenza colpita da raid aerei della coalizione internazionale. Il 7 febbraio 2019, le SDF catturarono Al-Marashidah e altre aree vicine, assediando completamente l'ISIL nella città di Al-Baghuz Fawqani, che rimase quindi l'ultimo insediamento sotto il diretto controllo dell'organizzazione in tutto il Levante.

### Battaglia di Baghuz Fawqani

Mappa dei movimenti militari durante l'ultima fase della battaglia, dopo il 12 febbraio 2019. Il territorio del governo siriano (in rosso) è situato a ovest e a sud, sulla sponda opposta del fiume.

Il 9 febbraio 2019, le Forze Democratiche Siriane, supportate dalla coalizione CJTF-OIR, lanciarono l'assalto finale per conquistare Baghuz Fawqani e spazzare via l'ultimo bastione di territorio fisico detenuto dallo Stato Islamico.
L'attacco iniziò con massicci bombardamenti sul quartiere di Huwayjat Khanafirah in seguito ai quali ebbero luogo violenti scontri per tutti i giorni successivi. La coalizione dichiarò di aver colpito una moschea a Baghuz Fawqani l'11 febbraio poiché essa era utilizzata come centro di comando dallo Stato islamico.
Il 28 febbraio, il portavoce di SDF Adnan Afrin annunciò la scoperta di una fossa comune che era stata trovata nella città 10 giorni prima. In tale luogo erano presenti dozzine di cadaveri di donne e di uomini ed anche numerose teste separate dai corpi. L'SDF stava cercando di comprendere se i corpi fossero stati di membri dello Stato islamico oppure di prigionieri yazidi. Un video di Furat FM documentò tale scoperta. La maggior parte dei cadaveri avrebbero ricevuto proiettili in testa. La portavoce delle SDF Lilwa Abdulla confermò di aver trovato un gran numero di corpi di donne yazide sebbene non furono riferiti numeri specifici. I residenti nell'area sostennero che i cadaveri fossero stati in realtà quelli delle vittime degli attacchi aerei.
Dopo diverse interruzioni al fine di agevolare la resa dei nemici e l'evacuazione dei civili, l'assalto alla città riprese il 1º marzo ed i restanti miliziani dell'ISIL si accamparono con le loro famiglie in una tendopoli situata sulla riva del fiume Eufrate. Il 18 marzo nelle operazioni di recupero dei civili usati come scudi umani cadde in una imboscata il combattente italiano delle SDF Lorenzo Orsetti insieme a tutti i componenti della sua unità. Il 19 marzo il portavoce delle SDF Mustafa Bali annunciò che le SDF avevano il controllo di tutta Al-Baghuz Fawqani con l'eccezione di alcune sacche di resistenza lungo le rive del fiume dove erano ancora in corso scontri contro i jihadisti.
Sabato 23 marzo 2019 le forze SDF, sostenute dalla Coalizione Internazionale, ottennero il controllo di tutta l'area Al-Baghuz Fawqani, ponendo fine al dominio territoriale dell'ISIL sulla Siria e privando il gruppo della sua ultima "capitale".